# Clive Bell

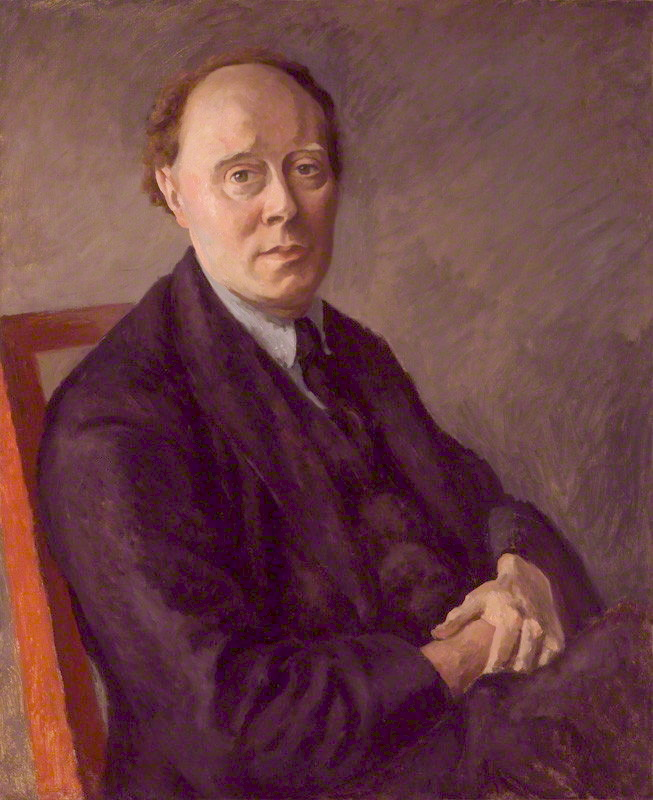
Portret van Clive Bell door Roger Fry

Arthur Clive Heward Bell (East Shefford (Berkshire), 16 september 1881 - 18 september 1964) was een Engels kunstcriticus. Bell hanteerde een formalistische benadering in de kunstkritiek en maakte een indeling in goed (hoge) kunst en lage kunst (kitsch). Hij maakte deel uit van de Bloomsburygroep, waartoe ook zijn vrouw Vanessa Bell, Virginia Woolf, John Maynard Keynes, Lytton Strachey, E.M. Forster en Roger Fry behoorden.

## Biografie

### Afkomst
Bell werd geboren als derde kind in een gezin met vier kinderen. Zijn ouders waren William Heward Bell (1849-1927) en Hannah Taylor Cory (1850-1942). Hij had een oudere broer (Cory Bell), een oudere zus (Lorna Bell Acton) en een jongere zus (Dorothy Bell Honey). Zijn vader was een welgesteld civiel ingenieur die zijn vermogen opbouwde in de kolenmijnen van de familie in Wiltshire in Engeland en Merthyr Tydfil in Wales. Ze woonden in Cleve House in Wiltshire, dat werd opgesierd met de vele jachttrofeeën van Bell.

### Huwelijk en relaties
Bell studeerde geschiedenis aan het Marlborough College en het Trinity College in Cambridge. In 1902 ontving hij een Earl of Derby-beurs om te studeren in Parijs, de plaats waar zijn belangstelling voor kunst werd gewekt. Bij terugkomst in Engeland, verhuisde hij naar Londen waar hij de kunstenares Vanessa Bell, de zus van Virginia Woolf, ontmoette. Hij zou met haar trouwen in 1907.
Omstreeks de Eerste Wereldoorlog was hun huwelijk eigenlijk ten einde. Vanessa begon een levenslange relatie met Duncan Grant en Clive had een aantal relaties met andere vrouwen, onder wie Mary Hutchinson. Ze zijn echter nooit formeel gescheiden. Ze bleven elkaar regelmatig bezoeken, ze brachten vakanties met elkaar door en gingen soms samen op bezoek bij zijn ouders. Clive Bell woonde in Londen, maar hij verbleef soms langdurig op Charleston Farmhouse waar Vanessa Bell woonde met Duncan Grant en haar drie kinderen. Hij ondersteunde Vanessa's wens om een kind te hebben van Duncan en vond het goed dat de vervulling van die buitenechtelijke wens, Angelica, zijn achternaam droeg. Van de twee andere kinderen, Julian and Quentin, was Clive Bell de vader. Beide zonen zijn schrijver geworden. Julian stierf in 1937 in de Spaanse Burgeroorlog. Angelica groeide op als de dochter van Clive Bell totdat ze trouwde. Haar moeder vertelde haar vlak voor het huwelijk en kort na de dood van haar halfbroer Julian dat Duncan Grant Angelica's biologische vader was. Deze misleiding is de centrale boodschap van haar memoires Deceived with Kindness: a Bloomsbury Childhood (Misleid door goedheid: een Bloomsbury-jeugd).
Volgens de historicus Stanley Rosenbaum had Bell het minste aanzien van de leden van de Bloomsburygroep:
Bell is waarschijnlijk het minst geliefde lid van de Bloomsburygroep. Bell werd gezien door biografen en critici van de Bloomsburygroep als echtgenoot, vader en het meest nog als zwager. Het is zonder meer duidelijk dat hij een welgestelde snob was, een hedonist, een vrouwenversierder, een racist en een antisemiet (maar hij was niet homofoob), iemand wiens levenshouding veranderde van links-liberaal en pacifistisch socialist naar verzoeningsgezind reactionair. Bells reputatie maakt dat zijn rol in de geschiedenis van de Bloomsburygroep wordt onderschat."

## Esthetische ideeën
Bell speelde een voorname rol als vertegenwoordiger van het formalisme (kunstbeschouwing) in kunstbeschouwing en esthetica. Het formalisme stelt dat de formele kenmerken van een voorwerp iets tot kunstvoorwerp maken, en het zijn deze kenmerken die de esthetische gewaarwording bepalen. Bell beweerde dat er niets anders is dan deze kenmerken om vast te stellen of iets kunst is en of het voorwerp esthetisch waardevol is. Wat bijvoorbeeld door een schilderij wordt afgebeeld is totaal irrelevant bij het esthetisch oordeel. Hiermee in overeenstemming geloofde hij ook dat kennis over de ontstaansgeschiedenis van een schilderij of over de bedoelingen van de kunstenaar overbodig is bij de waardering van beeldende kunst. Hij schreef: "Voor de waardering van een kunstwerk hoeven we geen levenservaring mee te brengen, geen kennis van de achterliggende ideeën, geen vertrouwdheid met de emotionele context."
Esthetische theorieën kunnen worden ingedeeld aan de hand van de ideeën over 'vorm'. Voor Immanuel Kant maakte kleur geen deel uit van de vorm. Bell stelde daartegenover: "het onderscheid tussen vorm en kleur is niet realistisch; je kunt je geen kleurloze ruimte voorstellen, of een geheel van kleuren zonder onderling verband (vorm)" Bell muntte de term 'significante vorm' ter aanduiding van de kenmerkende "combinatie van kleuren en lijnen" die een voorwerp verheft tot kunstvoorwerp.
Bell was ook een belangrijk woordvoerder van de gedachte dat de kunstwaarde van een voorwerp is gelegen in het vermogen van dat voorwerp om een bijzondere esthetische ervaring in de beschouwer op te wekken. Bell noemde deze ervaring: 'esthetische emotie'. Volgens hem wordt de esthetische emotie teweeggebracht door de significante vorm. De kunstenaar heeft het esthetische vermogen om gewone voorwerpen te ervaren als pure vorm, als een doel in zichzelf, los van nut of gebruikswaarde. Het kunstwerk is de weergave van die ervaring en het stelt de toeschouwer in staat om dat ook te zien.
Bell was van mening dat uiteindelijk de waarde van alle dingen is gelegen in het vermogen dat die dingen hebben om "good states of mind" op te wekken. En omdat hij tevens geloofde dat "er geen geestestoestand bestaat die heerlijker en intenser is dan de toestand van esthetische contemplatie", meende hij ook dat beeldende kunstwerken behoren tot de meest waardevolle zaken die er bestaan. Net als veel anderen in de Bloomsburygroep was Bell sterk beïnvloed door de filosoof G.E. Moore en diens hoogschatting van 'intrinsieke waarde'.

## Oeuvre
- Art (1914)
- Since Cézanne (1922)
- Civilization (1928)
- Proust (1929)
- An Account of French Painting (1931)
- Old Friends (1956)